# Philippe Bradshaw
Pour les articles homonymes, voir Bradshaw.
Philippe Bradshaw est né le 26 décembre 1965 à Uppingham, Rutland (Grande-Bretagne. Il décède le 25 août 2005 à Paris.
Il travaillait entre Paris et Londres.
Cet artiste travaille en créant des tableaux réalisés sous forme de rideaux composés de perles longilignes d'aluminium, macramés dont les dimensions oscillent généralement entre 1 et 2m de haut sur 3m de large.
Son iconographie habituelle reprend certains thème populaires qui firent l'inspiration des artistes du Pop Art (Statue de la Liberté, toiles célèbre...), des thèmes plus classiques tel que la femme et l'érotisme ou encore des vanités.
Très colorées, ses œuvres donnent en outre la possibilité d'être "savourées" par le toucher, avec ce que le contact froid et lisse du métal peut évoquer, mais aussi de "se faire entendre" par le tintement léger des perles, parfois seulement suscité par le passage d'un visiteur.
Ces installations peuvent ainsi s'animer, on pourrait dire "réagir" à une présence grâce au mouvement, mais aussi par un travail video, celles-ci devant être visualisées à travers ces rideaux métalliques.
Philippe Bradshaw organise aussi des performances, comme le MinEvent réalisé avec Merce Cunningham à l’Opéra Garnier en janvier 2005.
Philippe Bradshaw est mort dans des circonstances qui restent mystérieuses. Son corps a été retrouvé noyé dans la Seine. Il a eu deux fils avec l'artiste et écrivain britannique Andrea Mason.

## Publications
- Robert Rosenthal, Max Wigram, Sex and the British, Éd. Thaddaeus Ropac, Paris, 2000
- Philippe Bradshaw, Éd. Thaddaeus Ropac, Paris, 2001.